# Трихомонозы
Трихомонозы — болезни млекопитающих (в том числе человека) и птиц, вызываются трихомонадами, которые локализируются в зависимости от вида животных в носовых синусах, пищеварительном тракте, паренхиматозных и половых органах и вызывают различные клинические проявления в зависимости от вида патогенного микроорганизма, а также от организма хозяина.

## Возбудитель
Тело трихомонад грушевидной формы длиной от 15 до 40 мкм, состоит из цитоплазмы, ядра, расположенного в передней части клетки. У переднего края тела находятся базальные тела, от которых отходят 3-5
жгутика вперёд, а один назад вдоль ундулирующей мембраны. Скопление базальных тел образует кинетопласт, от него берёт начало аксостиль, проходящий по всему телу и оканчивающийся за пределами тела в виде короткого толстого «шипа». При помощи жгутиков и ундулирующей мембраны трихомонады двигаются вращательно вокруг продольной оси тела и вперёд. Этим объясняется перемещение мембраны влево и вправо.
Размножаются трихомонады простым делением в продольном направлении, начиная с переднего края. Иногда наблюдают и множественное деление, в результате чего образуются «розетки». О цистообразовании у трихомонад единого мнения пока нет. Так, у Trichomonas foetus находили цистоподобные формы, у трихомонад человека Trichomonas vaginalis их нет, поэтому они нестойки. Многие трихомонады легко культивируются на питательных средах. Лучшими считают печёночную и пептонно-агаровую среды.
Среди трихомонад различают патогенные и непатогенные виды. Первые причиняют большой ущерб животноводству, к ним относят возбудителя трихомоноза крупного рогатого скота Trichomonas foetus, размножающегося в половых органах. К непатогенным относят Trichomonas enteris, паразитирующего в слепой и ободочной кишках. У лошадей известно два вида трихомонад, локализующихся в кишечнике и половых органах. У свиней установлено три вида возбудителей — в носовой полости, желудочно-кишечном тракте и, по всей вероятности, во влагалище. У кур, цесарок, индеек, уток, голубей трихомонад находят в ротовой полости и в слепых кишках.

## Эпидемиология
У современных птиц, страдающих трихомонозом, кроме поражений костной ткани отмечаются некротические изъязвления в области рта, глотки, верхней части пищевода. Поражения бывают настолько сильными, что делают процесс глотания пищи сильно затрудненным и даже не возможным.
Около 65 млн лет до н.э. среди теропод бушевала трихомонозная эпизоотия — почти 15 % обнаруженных черепов тираннозавров несут на себе характерные отметины. Отмеченный у теропод каннибализм, а также внутри- и межвидовые схватки вместе со стремлением вцепляться зубами в голову противника могли стать той ахиллесовой пятой доминирующих хищников, которую успешно эксплуатировала трихомонозная инфекция.

## Трихомоноз крупного рогатого скота
Заболевание сопровождается ранними абортами, яловостью, специфическими поражениями половых органов и распространяется преимущественно при случке. У коров различают четыре формы трихомоноза:
1. Катарально-гнойный вестибуло-вагинит
2. Катарально-гнойный эндометрит
3. Идиопатический трихомонозный полный аборт с изгнанием плода
4. Пиометра